# Fran Levstik
Fran Levstik [frán leusztik] (Unterretje, 1831. szeptember 28. – Laibach, 1887. november 16.), szlovén költő, író, drámaíró, irodalomkritikus és nyelvész.

## Élete
Fran Levstik paraszti családban született a mai Dolnje Retje faluban. A gimnáziumot Laibachban (ma Ljubljana) kezdte, az iskolavezetéssel való összetűzései miatt azonban félbe kellett hagynia. Tanulmányait a morvaorszagi Olmützben folytatta, ahol a német vitézi rend szemináriumát látogatta. Innen is távoznia kellett, miután megvádolták, hogy Pesmi (Versek, 1854) című verseskötetében erkölcstelen szövegeket jelentetett meg. Hazatért, majd kezdetben házitanítóként működött. 1863-ban Miroslav Vilhar Naprej (Előre) című lapjának szerkesztője. 1864-ben a Slovenska matica szervezet titkára, majd 1866-ban Anton Wolf szlovén-német szótárának szerkesztője volt. 1870-ben a Josip Stritar-féle Ljubljanski zvon (Ljubljanai harang) című folyóirat társszerkesztője. 1872-től haláláig a ljubljanai líceum könyvtárának jegyzőjeként működött. Hosszantartó betegség után, hatvanöt éves korában érte a halál.

## Költészete
Levstik költői munkássága háttérbe szorul írói életműve mögött. Költészetének központi motívuma a szerelem, emellett a művészet, az emberi élet és a sors kérdései is foglalkoztatják. Költői kifejezésmódja kevéssé közvetlen, verseiben inkább az értelem, mint az érzelmek jelenléte dominál.

## Írói munkássága
Fran Levstiket a szlovén elbeszélő próza első képviselői között tarthatjuk számon. Munkái között leginkább rövid prózai műveket találunk, mint például elbeszélések, útleírások, szatírák és életrajzok. Legismertebb művei a Martin Krpan z Vrha (Martin Krpan, 1858) című elbeszélés, ami Toldi Miklóshoz hasonló szlovén férfiról szól, aki az osztrák császári udvar becsületét menti meg egy kalandor idegentől, akit párbajban legyőz. Toldival ellentétben azonban Krpan nem törekszik további vitézi babérokra, hanem visszatér szülőhelyére és folytatja egész addigi életét. Levstik másik fontos műve a Popotovanje iz Litije do Čateža (Utazás Litijából Čatežbe, 1858) című útleírás. Nyelvészi munkásságáról a Napake slovenskega pisanja (A szlovén írás hibái, 1858) című írása tanúskodik.

## Magyarul
- Martin Krpan; ford.: Tóth Ferenc; Forrás, 1943
- Martin Krpan. Elbeszélés; ford. Trdko Fan; Pomurska založba, Murska Sobota, 1963

## Fordítás
- Ez a szócikk részben vagy egészben  a   Fran Levstik című szlovén Wikipédia-szócikk fordításán alapul.  Az eredeti cikk szerkesztőit annak laptörténete sorolja fel. Ez a jelzés csupán a megfogalmazás eredetét és a szerzői jogokat jelzi, nem szolgál a cikkben szereplő információk forrásmegjelöléseként.